# HD244248
HD244248 є хімічно пекулярною зорею спектрального класу
A5 й має видиму зоряну величину в смузі V приблизно 11,4.

## Пекулярний хімічний вміст
Зоряна атмосфера HD244248 має підвищений вміст 
Si
.